# René Laloux
René Laloux (n. 13 iulie 1929, Paris, Île-de-France, Franța – d. 15 martie 2004, Angoulême, Poitou-Charentes, Franța) a fost un regizor francez de film și realizator de animații.

## Filmografie
Filme
- La Planète Sauvage (1973)
- Les Maîtres du temps (1982)
- Gandahar (Les années-lumière) (1987) (în SUA sub denumirea Light Years)

Filme de scurt-metraj
- Tick-Tock (1957)
- Les Achalunés (1958)
- Les Dents du singe (1960)
- Les Temps morts (1964)
- Les Escargots (1965)
- The Play (1975)
- Quality Control (1984)
- Comment Wang-Fo fut sauvé (1987)
- La Prisonnière (1988)
- L'Œil du loup (1998) (doar scenarist)